# Pallacanestro Cantù 2004-2005
Questa voce raccoglie le informazioni riguardanti la Pallacanestro Cantù nelle competizioni ufficiali della stagione 2004-2005.

## Stagione
La stagione 2004-2005 della Pallacanestro Cantù, sponsorizzata Vertical Vision, è la 48ª nel massimo campionato italiano di pallacanestro, la Serie A.
A quasi sette anni di distanza dall'ultima partecipazione ad una competizione europea, che avvenne nella stagione 1997-1998, la Pallacanestro Cantù decise di tornare sul palcoscenico europeo, perché dopo il sesto posto della stagione precedente i biancoblù avevano guadagnato il diritto di partecipare all'Uleb Cup, seconda competizione organizzata dalla ULEB. In questo modo per la campagna acquisti, visto che in Uleb Cup i giocatori extracomunitari consentiti erano solo due, si decise per la riconferma di Shaun Stonerook e per l'ingaggio di Shawnta Rogers, che divenne il giocatore più piccolo mai arrivato in Europa. Inoltre vennero anche ingaggiati Siniša Kelečević, ala grande considerato comunitario in Coppa ed extracomunitario per il campionato e Rimantas Kaukėnas, anche lui europeo per la Coppa e "neo comunitario" per il campionato.
Il campionato iniziò con una vittoria dopo un tempo supplementari contro la Fortitudo Bologna e nelle prime nove partite Cantù ottenne sei vittorie che la lanciarono verso la Coppa con grande entusiasmo, pur sapendo del livello elevatissimo della competizione. Così il 9 novembre i biancoblù tornarono a giocarare in Europa contro la Dinamo Mosca dove però vennero sconfitti. Infatti in campionato per la Pallacanestro Cantù le cose riuscivano ad andare per il verso giusto, tanto da ottenere altre sei vittorie in sette partite, mentre in Coppa si faceva molta più fatica. Nel girone di andata gli uomini di Stefano Sacripanti vinsero solamente contro la Turk Telekom e si svegliarono troppo tardi nel ritorno quando vinsero quattro delle cinque partite a disposizione. In questo modo a metà gennaio la Pallacanestro Cantù era già fuori dall'ULEB Cup e poté concentrarsi sul campionato e sulla Coppa Italia. In questa competizione i tifosi e i giocatori pensavano di poter scrivere il proprio nome nell'albo d'oro e questo sogno venne alimentato dalla vittoria nei quarti contro la Montepaschi Siena, ma il sogno venne poi venne ancora una volta spazzato via dalla Benetton Treviso, in semifinale, che ebbe, come l'anno precedente, la meglio. Tuttavia i canturini riuscirono a rimanere nelle posizioni alte della classifica, giocando un basket spettacolare, e credendo anche di poter ottenere un posto in Eurolega. Purtroppo ad aprile la squadra fu vittima di un calo tecnico che regalò solo tre vittorie nelle ultime sette partite e di conseguenza la Pallacanestro Cantù scivolò dalla seconda posizione alla quinta, dove nei playoff avrebbero incontrato i cugini dell'Olimpia Milano. L'Armani Jeans Milano dominò però la serie vincendo per 3-0 ed eliminò i canturini dalla lotta scudetto.

## Roster
| Vertical Vision Cantù 2004-2005 | Vertical Vision Cantù 2004-2005 |
| Giocatori                       | Staff tecnico                   |
| ------------------------------- | ------------------------------- |

| N. | Naz.                                              | Ruolo | Nome              | Anno | Alt.   | Peso   |  |
| -- | ------------------------------------------------- | ----- | ----------------- | ---- | ------ | ------ |  |
| 4  | Italia (bandiera)                                 | PG    | Andrea Bosa       | 1988 | 185 cm | 75 kg  |  |
| 4  | Italia (bandiera)                                 | GA    | Gabriele Cesana   | 1986 | 190 cm | 75 kg  |  |
| 5  | Stati Uniti (bandiera)                            | P     | Shawnta Rogers    | 1976 | 163 cm | 73 kg  |  |
| 7  | Francia (bandiera)                                | GA    | Michel Morandais  | 1979 | 195 cm | 92 kg  |  |
| 8  | Nuova Zelanda (bandiera) · Regno Unito (bandiera) | AP    | Phill Jones       | 1974 | 196 cm | 94 kg  |  |
| 9  | Croazia (bandiera)                                | AG    | Siniša Kelečević  | 1970 | 208 cm | 98 kg  |  |
| 10 | Spagna (bandiera)                                 | C     | Albert Miralles   | 1982 | 207 cm | 108 kg |  |
| 11 | Stati Uniti (bandiera) · Italia (bandiera)        | C     | Dan Gay (C)       | 1961 | 207 cm | 109 kg |  |
| 12 | Stati Uniti (bandiera) · Italia (bandiera)        | PG    | Brett Blizzard    | 1980 | 190 cm | 91 kg  |  |
| 13 | Lituania (bandiera)                               | G     | Rimantas Kaukėnas | 1977 | 192 cm | 92 kg  |  |
| 15 | Italia (bandiera)                                 | AG    | Andrea Michelori  | 1978 | 202 cm | 112 kg |  |
| 16 | Italia (bandiera)                                 | PG    | Valerio Intini    | 1987 | 193 cm | 77 kg  |  |
| 17 | Italia (bandiera)                                 | AG    | Jacopo Pozzi      | 1987 | 202 cm | 85 kg  |  |
| 18 | Italia (bandiera)                                 | AG    | Davide Colombo    | 1986 | 204 cm | 87 kg  |  |
| 19 | Italia (bandiera)                                 | PG    | Marco Arnaboldi   | 1987 | 185 cm | 83 kg  |  |
| 20 | Stati Uniti (bandiera)                            | AG    | Shaun Stonerook   | 1977 | 201 cm | 109 kg |  |
| -  | Italia (bandiera)                                 | G     | David Caggio      | 1988 | 192 cm | 90 kg  |  |

| Allenatore |
| - Stefano Sacripanti                                                                                           |
| Assistente/i                                                                                                   |
| - Bruno Arrigoni - Flavio Fioretti - Marco Gandini Legenda - (C) Capitano - (IN) Inattivo - Infortunato Roster |

## Mercato

### Sessione estiva
| Acquisti | Acquisti          | Acquisti            | Acquisti   |
| R.       | Nome              | da                  | Modalità   |
| -------- | ----------------- | ------------------- | ---------- |
| P        | Shawnta Rogers    | ASVEL               | definitivo |
| GA       | Michel Morandais  | Colorado Buffaloes  | definitivo |
| AP       | Phill Jones       | N.Z. Breakers       | definitivo |
| AG       | Siniša Kelečević  | Amici Pall. Udinese | definitivo |
| C        | Albert Miralles   | Pall. Roseto        | definitivo |
| P        | Brett Blizzard    | Mens Sana Siena     | definitivo |
| G        | Rimantas Kaukėnas | Telekom Bonn        | definitivo |
| AG       | Andrea Michelori  | Pall. Biella        | definitivo |

| Cessioni | Cessioni                | Cessioni       | Cessioni       |
| R.       | Nome                    | a              | Modalità       |
| -------- | ----------------------- | -------------- | -------------- |
| P        | Mats Levin              | JSF Nanterre   | fine contratto |
| P        | Tyson Wheeler           | Teramo Basket  | fine contratto |
| AP       | Nate Johnson            | Espoon Honka   | fine contratto |
| A        | Sam Hines               | Pall. Reggiana | fine contratto |
| C        | Mike Bernard            | EWE Oldenburg  | fine contratto |
| G        | Dante Calabria          | Olimpia Milano | fine contratto |
| C        | Sofoklīs Schortsianitīs | Aris Salonicco | fine contratto |